# Sainete
Sainete (eller saynete, av spanskans sain, "fett", egentligen en bit fett, läckerbit) är ett kort dramatiskt stycke i en akt av burlesk art.
På 1600-talet var detta en självständig litterär genre. Under 1700-talet gav man mellan akterna i de vanliga komedierna omväxlande sainetes och entremeses. Dessa versificerade småstycken behandlade händelser ur vardagslivet och avslutades understundom med en dans eller kuplett, och genren odlades med framgång i Spanien av Luceño y Becerra, Ricardo de la Vega och Alvarez Quintero med flera. Genrens främsta representanter från 1700-talet var Cruz Cano y Olmedilla med skildringar ur Madridlivet och Juan Ignacio González del Castillo med andalusiska bilder.